# Hipogeu de Trébio Justo
Hipogeu de Trébio Justo (em italiano:  Trebio Giusto) é uma catacumba romana localizada na Via Latina no cruzamento com a moderna Via Giuseppe Mantellini (nº 13), no quartiere Appio-Latino de Roma. Apesar de seu valor arquitetônico e arqueológico, o local é propriedade privada.

## História
Este cemitério subterrâneo foi descoberto por acaso em março de 1911 quando o proprietário de um villino decidiu realizar uma verificação de sua própria residência no local. Durante os trabalhos foi descoberta uma entrada que levava a um cubículo hipogeu e, em seguida, a uma câmara funerária totalmente coberta por afrescos. Ele imediatamente avisou a Pontifícia Comissão de Arqueologia Sacra e, no final de março do mesmo ano, seu secretário, Rudolf Kanzler, inspecionou o local, não encontrando nenhum sinal de cristianismo; apesar disto, ele realizou um detalhado relevo fototopográfico. Terminado trabalho, a catacumba foi novamente fechada e, nos anos seguintes, o quartiere Appio-Latino foi se desenvolvendo acima dela, incluindo novos edifícios e novas ruas.
Somente em 1976 é que foi possível entrar novamente no hipogeu, desta vez através de um alçapão escavado no piso do pátio plano de um palacete que havia sido construído no local onde o villino ficava em 1911. A Superintendência para Antiguidades de Roma realizou um novo relevo fototopográfico e, mais uma vez, selou o alçapão e o hipogeu novamente caiu no esquecimento.
Em 1996 o local foi visitado pela terceira vez para a realização de obras de restauração da estrutura e dos afrescos. Em 2018 estava em curso um processo de desapropriação e, enquanto ele corre na justiça italiana, o piso térreo do edifício construído sobre o hipogeu está alugado pela Superintendência Arqueológica do Lácio.

## Descrição
Este hipogeu é composto por uma galeria de entrada com arcossólios dos lados e terminada numa câmara completamente recoberta por afrescos. 
Na parede de fundo, de frente para a da entrada, está um arcossólio com pinturas que recordam o jovem morto chamado Trébio Justo. O afresco na parede é dividido em três faixas com imagens diferentes em cada uma. Na superior (luneta) está retratado o jovem com livros abertos sobre os joelhos; no alto está uma inscrição que informa a sua idade ao morrer (21 anos) e o nome de seus pais, que mandaram construir o túmulo (Trébio Justo Sênior e Honorácia Severina). Na faixa intermediária, Trébio Justo aparece com seus pais e, na inferior, ele aparece em pé rodeado por cinco figuras masculinas vestidas com roupas de camponeses que oferecem ao jovem os frutos da colheita da terra.
Na parede da esquerda em relação à entrada estão três lóculos acima dos quais está pintada uma cena na qual alguns operários constróem uma muralha com torres. Na parade oposta, à direita da entrada, estão outros três lóculos, acima dos quais está uma cena mostrando um arquiteto indicando a um mestre-de-obras o trabalho a ser realizado; os dois portam instrumentos indicativos de suas profissões. Finalmente, na parede da entrada estão pintados diversos símbolos e figuras: duas mulas com seus respectivos condutores, uma coroa a partir da qual desponta um ramo de palmeira, uma figura feminina e dois camponeses com cestos de frutas.
No teto, no interior de um clípeo todo decorado com flores e folhagens, está a figura de um pastor com duas ovelhas ao lado e tocando uma flauta.
Pinturas e outros indícios permitiram que os estudiosos datassem a tumba no século III ou nas primeiras décadas do século IV.

## Interpretazione
Um ponto comum a todos os que estudaram este hipogeu é a afirmação de que não existe nenhum elemento seguro para afirmar que a família de Trébio Justo pertencia a uma comunidade cristã. Contudo, as interpretações propostas ao longo das décadas são condicionadas pela baixa qualidade das fotos e reproduções produzidas em 1911 e pela falta, ainda hoje, de uma restauração acurada: na verdade, sem poder entrar no hipogeu propriamente dito, o único modo de estudá-lo e interpretá-lo é através destas fotos da época da descoberta.
O primeiro que se dispôs a interpretar as figuras e os afrescos foi Orazio Marucchi em 1911, pouco depois da descoberta, que identificou no local elementos reminiscentes da simbologia gnóstica. Para Joseph Wilpert, por outro lado, trata-se simplesmente de cenas da vida rural cotidiana, mas interpreta o pastor no teto como um sinal claramente cristão. Na década de 1940, um outro arqueólogo, Carlo Cecchelli, interpretou os afrescos do túmulo como sendo de uma família de religião sincrética: não mais pagã, mas também não ainda completamente cristã.